# Erna Bogen
Erna Bogen, född 31 december 1906 i Jarosław, död 23 november 2002 i Budapest, var en ungersk fäktare.
Bogen blev olympisk bronsmedaljör i florett vid sommarspelen 1932 i Los Angeles.